# Harvest (canción)
«Harvest» es una canción del músico canadiense de folk rock Neil Young. Fue publicada como la segunda canción del álbum de estudio del mismo nombre (1972).

## Música y letra
«Harvest» es una melodía de baile country lenta. Tiene un tempo lento, y el colaborador de la revista Uncut, Graeme Thomson, lo describe como una “calidad tranquila y extrañamente hipnótica”. Young está respaldado en la canción por The Stray Gators, con la incorporación de John Harris en el piano. El piano juega un papel destacado en la instrumentación. El editor de Sound on Sound, Sam Inglis, describe la batería como “minimalista”, con el baterista Kenny Buttrey usando solo una mano y tocando solo la caja y el bombo.
La letra de «Harvest» es oscura. El crítico musical Johnny Rogan describe la letra como una presentación de preguntas retóricas sobre una relación con una mujer. Para Rogan, el cantante se pregunta cuánto amor recibirá de la relación y hasta qué punto podremos aceptar – o cosechar – ese amor. El periodista musical Nigel Williamson considera que la letra refleja la “incapacidad de Young para aceptar la felicidad al pie de la letra”. Williamson ve el estribillo de “Dream up, dream up/Let me fill your cup” como otra referencia a la “cosecha” en el título. Otra interpretación de las letras es que reflejan el paso del tiempo. Otra interpretación más es que la letra trata sobre “madurar fuera de la adolescencia”. El biógrafo de Young Jimmy McDonough interpreta letras como “Did she wake you up to tell you that/It was only a change of plan” como una referencia a los intentos de suicidio anteriores de su suegra. Inglis también interpreta la frase “Did I see you down in a young girl's town/With your mother in so much pain” como una referencia a esta situación. El biógrafo de Young David Downing siente que la canción funciona como un sueño, estando “tan llena de reconocimiento, pero tan poco sentido”.
Young ha declarado que esta canción, así como «Out on the Weekend» y «Heart of Gold» del mismo álbum, se inspiraron en su entonces floreciente amor por la actriz Carrie Snodgress.

## Grabación
«Harvest» fue grabada en abril de 1971 en los estudios Quadrafonic Sound en Nashville, Tennessee. A diferencia de la mayoría de las canciones de Harvest, que requerían mucho trabajo de mezcla, la versión publicada de «Harvest» es una mezcla en vivo de dos pistas.

## Recepción de la crítica
Inglis describe «Harvest» como una de las mejores canciones confesionales de Young, donde expresa su culpa por no poder aceptar y corresponder todo el amor que una mujer quiere darle. Thomson describe «Harvest» como “subestimada” y “la canción más bonita de [Harvest]”. El crítico de AllMusic Matthew Greenwald lo describió como “una gracia reeducada e ingenua que es verdaderamente atemporal”. McDonough lo considera como “el único gran momento de Harvest”. En 2014, los editores de la revista Rolling Stone describieron «Harvest» como una “joya menos conocida”. Por otro lado, en su reseña inicial para el álbum Harvest, el crítico de la revista Rolling Stone, John Mendelsohn, criticó la interpretación de The Stray Gators como una “imitación flácida” de la otra banda de acompañamiento de Young de la época, Crazy Horse.
El propio Young declaró que “«Harvest» es una de mis mejores canciones. Eso es lo mejor de Harvest”.